# Садовий Микола Ілліч
Микола Ілліч Садовий (народився 20 серпня 1947 в селі Водяне, Юр'ївського району, Дніпропетровської області) — український науковець і політик, доктор педагогічних наук (2002), професор (2005); почесний професор Центральноукраїнського державного педагогічного університету імені Володимира Винниченка (Professoric Honoris causa) (2020); проректор з наукової роботи (вересень 2011 – вересень 2015); професор кафедри фізики та методики її викладання (2003 – 2017); професор кафедри природничих наук і методик їхнього навчання (з 2018 р.); завідувач кафедри теорії та методики технологічної підготовки, охорони праці та безпеки життєдіяльності (з вересня 2012 до серпня 2023 р.); професор кафедри математики та цифрових технологій (з вересня 2023 р.); голова спеціалізованої вченої ради К 23.053.04 із захисту кандидатських дисертацій за спеціальністю 13.00.02 – теорія та методика навчання (фізика) (2014–2016); голова спеціалізованої вченої ради Д 23.053.04 із захисту докторських (кандидатських) дисертацій за спеціальністю 13.00.02 – теорія та методика навчання (фізика) (2016–2019); керівник Лабораторії дидактики фізики, технологій та професійної освіти Інституту педагогіки НАПН України (з червня 2012) в Центральноукраїнському державному університеті імені Володимира Винниченка.
Член Конкурсної комісії з призначення Премій Верховної Ради України найталановитішим молодими ученим в галузі фундаментальних і прикладних досліджень та науково-технічних розробок (з 2009); член об’єднаної Конкурсної комісії з присудження Премії Верховної Ради України молодим ученим та іменних стипендій Верховної Ради України для молодих учених – докторів наук (з 2019), член 5 редколегій науково-методичних журналів навчальних закладів України; засновник Кіровоградської обласної організації Соціалістичної партії України (з вересня 1991), перший секретар Кіровоградського обкому СПУ, член Політради, член Політвиконкому СПУ; президент Всеукраїнської Асоціації Працівників професійно-технічної освіти України(2005–2015); Народний депутат України IV та V скликання.
Українець. Батько Ілля Костянтинович (1928–1976); мати Поліна Андріївна (1923–2013); має доньку.

## Освіта
Кіровоградський державний педагогічний інститут ім. О. С. Пушкіна, фізико-математичний факультет (1966–1970), спеціальність фізика; присвоєно кваліфікацію та звання — вчитель фізики середньої школи.
Науково-дослідний інститут педагогіки України — аспірантура (1982–1986).
Кандидатська дисертація «Совершенствование методики изучения физической оптики в школе на основе структурно-логического анализа учебного материала и знаний учащихся» (Науково-дослідний інститут педагогіки України, 1986).
Національний педагогічний університет імені М.П. Драгоманова — докторантура (1995–1998). Докторська дисертація «Теоретичні і методичні основи становлення та розвитку фундаментальних ідей дискретності та неперервності в курсі фізики загальноосвітньої школи» (Національний педагогічний університет імені М.П. Драгоманова, 2002).

## Трудова діяльність
Трудову діяльність розпочав теслею колгоспу «Комунар» с. Водяне, Юр'ївського району Дніпропетровської області (лютий-серпень 1966).
По завершенню навчання в Кіровоградському державному педагогічному інституті ім. О. С. Пушкіна працював учителем фізики та математики Павлишської середньої школи імені Василя Сухомлинського Онуфріївського району Кіровоградської області (1970–1971).
Служба в Радянській Армії: від рядового до лейтенанта (Німецька Демократична республіка, 1971–1972); на посадах: замполіт роти, секретар комітету комсомолу військової частини, пропагандист, замполіт військової частини (міста Обнінськ, Дубна, Калуга 1974–1976).
Учитель фізики середньої школи № 4 міста Кіровограда (1972–1974), інспектор шкіл відділу освіти Ленінського райвиконкому м. Кіровограда (1976–1977), інспектор шкіл відділу освіти Кіровоградського облвиконкому (1977–1982).
Із 1982 р. працює в Центральноукраїнському державному педагогічному університеті імені Володимира Винниченка (до 1992 р. педагогічний інститут ім. О. С. Пушкіна): старшим викладачем кафедри фізики, (1982–1986), заступником декана фізико-математичного факультету (1985–1986), деканом фізико-математичного факультету (1986–1988), доцентом кафедри фізики та ТЗН (1988–1991), секретарем парткому КПУ педагогічного інституту (1988–1991), доцентом кафедри загальної фізики і методики фізики (1991–1995).
Вересень 1995 — листопад 1998 — докторант Національного педагогічного університету імені М. П. Драгоманова.
Далі трудова діяльність знову пов'язана фізико-математичним факультетом (з вересня 2021 року факультетом математики, природничих наук та технологій) Центральноукраїнського державного університету імені Володимира Винниченка: доцент кафедри фізики та методики її викладання (1998–2003), професор кафедри фізики та методики її викладання (2003 – 2018), проректор з наукової роботи (2011–2015), завідувач кафедри теорії та методики технологічної підготовки, охорони праці та безпеки життєдіяльності (2012 – 2023), професор кафедри природничих наук та методик їхнього навчання (2018 — по теперішній час), професор кафедри математики та цифрових технологій (з вересня 2023 р.).

## Політична та громадська діяльність
Член бюро Ленінського районного комітету Комуністичної партії України (1986–1989). На час виборів декан фізико-математичного факультету Центральноукраїнського державного педагогічного інституту імені О. С. Пушкіна, кандидат педагогічних наук, старший викладач.
Член бюро Кіровоградського обласного комітету Комуністичної партії України (1989–1991). На час виборів секретар партійного комітету партійної організації КПУ Кіровоградського державного педагогічного інституту імені О. С. Пушкіна, кандидат педагогічних наук, старший викладач.
Засновник Кіровоградської обласної організації Соціалістичної партії України (вересень 1991), перший секретар Кіровоградського обласного комітету Соціалістичної партії України (1991 — по теперішній час).
Депутат Кіровоградської обласної ради (березень 1994 — серпень 1998) за списками Соціалістичної партії України. На час виборів кандидат педагогічних наук, доцент кафедри фізики та методики її викладання Центральноукраїнського державного педагогічного університету імені Володимира Винниченка, член СПУ, голова обласної партійної організації. У Кіровоградській обласній раді входив до фракції СПУ (з березня 1994) та до комітету з питань освіти (з квітня 1994).
Помічник-консультант Голови Верховної Ради України з 1996 по травень 2003 р. (на громадських засадах).
Помічник-консультант народного депутата України Вінського Й. В. з травня 2003 по березень 2004 р. (на громадських засадах).
Помічник-консультант народного депутата України Рудьковського М. М. з березня 2004 по травень 2006 р. (на громадських засадах).
Депутат Кіровоградської міської ради 24 скликання з березня 2002 по березень 2005 р. (достроково склав повноваження в зв'язку обранням народним депутатом України). На час виборів кандидат педагогічних наук, доцент кафедри фізики та методики її викладання Центральноукраїнського державного педагогічного університету імені В.Винниченка, член СПУ, голова обласної партійної організації. У Кіровоградській міській раді входив до фракції СПУ та до бюджетного комітету.
Народний депутат України 4-го скликання з березня 2005 до квітня 2006 від СПУ, № 24 в партійному списку. На час виборів: депутат Кіровоградської міської ради, доктор педагогічних наук, професор кафедри фізики та методики її викладання Центральноукраїнського державного педагогічного університету імені Володимира Винниченка, член СПУ. У Верховній Раді України входив до фракції СПУ (з березня 2005) та до Комітету з питань науки і освіти Верховної Ради України (з квітня 2005).
Член колегій Міністерства освіти і науки України (2006–2007).
Народний депутат України 5-го скликання з квітня 2006 до листопада 2007 від СПУ, № 23 в партійному списку. На час виборів: народний депутат України, член СПУ. У Верховній Раді України входив до фракції СПУ (з квітня 2006). Секретар Комітету з питань науки і освіти Верховної Ради України (з липня 2006).
Розробник і автор 43 законопроєктів (8 діючих Законів України) та Постанов Верховної Ради України щодо побудови інформаційного суспільства в Україні, інноваційного розвитку держави, соціального захисту вчителя і науковця, студента, забезпечення обов'язкової середньої освіти, збереження і розвитку профтехосвіти і вищої школи.
Депутат Кіровоградської міської ради 6-го скликання з листопада 2010 р. до листопада 2015 р. На час виборів доктор педагогічних наук, професор кафедри фізики та методики її викладання Центральноукраїнського державного педагогічного університету імені Винниченка, член СПУ, перший секретар обласного комітету СПУ. У Кіровоградській міській раді входить до комітету міськради з власності.
Президент Всеукраїнської Асоціації Працівників професійно-технічної освіти України (2005–2015).
Член президії Всеукраїнської громадської організації «Громадська Рада освітян і науковців України» (ГРОНУ) (з січня 2005).
Голова Соціалістичної партії України (з серпня 2015).

## Наукова діяльність
Автор близько 700 наукових та науково-методичних публікацій, серед яких: «Науково-методичні основи шкільного курсу квантової фізики» (1998), «Методика і техніка експерименту з оптики» (1998, 2008, 2011), «Становлення та розвиток фундаментальних ідей дискретності та неперервності у курсі фізики середньої школи» (2001), «Наукові фізичні школи в Україні» (2002), «Нариси з історії фізики» (2006), «Окремі питання сучасної та традиційної фізики» (2006), «Нариси з еволюції основних фізичних ідей XIX-XX, початку XXI ст.» (2008), «Фізика» (2008), «Система фронтальних дослідів з комплектом з геометричної та хвильової оптики» (2008), «Методичні рекомендації з використання у навчальному процесі шкільної оптичної лави» (2008), «Система фронтальних дослідів з комплектом з геометричної оптики» (2008), «Система демонстраційних дослідів з комплектом з геометричної та хвильової оптики» (2008), «Методичні матеріали для вивчення окремих тем курсу загальної фізики» (2008), «Посібник користувача навчального програмованого засобу „Фізика-11“» (2009), «Психолого-педагогічні закономірності формування особистісних якостей у шкільної молоді» (2009), «Місія І. Є. Тамма» (2011, 2012), «Система фронтальних дослідів з комплектом приладів з механіки» (2011), «Вибрані задачі з фізики та варіанти їх розв'язків» (2011), «Методика і техніка експерименту з механіки» (2011), «У світі фізики» (2012), «Історія фізики з перших етапів становлення до початку XXI століття» (2012, 2013), «Математичні методи фізики» (2012), «Методичне забезпечення виконання лабораторних робіт з механіки із новітнім обладнанням „PHYWE“» (2013), «Методичні рекомендації до виконання лабораторних робіт з оптики, термодинаміки та атомної фізики з новітнім обладнанням „PHYWE“» (2013), «Посібник користувача комплекту „Фізичне обладнання для виконання дослідів з механіки“» (2013), «Вибрані питання загальної методики навчання фізики» (2013), «Методичні рекомендації до виконання лабораторних робіт з електрики та магнетизму із новітнім обладнанням „PHYWE“» (2013), «Методичні рекомендації до виконання вибраних лабораторних робіт із новітнім обладнанням „PHYWE“» (2013), «Фізика твердого тіла» (2013, 2014), «Психолого-педагогічні закономірності формування особистісних якостей у шкільної молоді засобами ресурсного підходу» (2013), «Ресурсний підхід у навчанні електродинаміки» (2014), «Ніхто не забутий, ніщо не забуте» (2014), «Слово про сільську вчительку» (2014), Авторське свідоцтво Комп’ютерна програма «Карта ізотопів» (2015), «Інтерферометри. Фізичний практикум з оптики з новим та нетрадиційним обладнанням» (2015), «Нетрадиційна енергетика та навколишнє середовище» (2015), «Сучасна фізична картина світу» (2016), «Засоби діагностики зі шкільного курсу фізики» (2016), «Ядерна парасолька як засіб збереження миру» (2016), Авторське свідоцтво Комп’ютерна програма «Теорія Великого вибуху» (2016), «Історія автомобіля» (2017), «Теорія самоорганізації та синергетики у навчанні студентів педагогічних ВНЗ» (2017), «Синергетика: теоретичний аспект» (2017), «Методика навчання фізики на основі ресурсного підходу» (2017), «Physics. Mechanics. Molecular Physics and Thermodynamics. Electromagnetism. Oscillations and wave optics. Quantum and atomic physics» (2017), Авторське свідоцтво Навчальний посібник «Інтерферометри. Фізичний практикум з оптики з новим та нетрадиційним обладнанням» (2018), «Єлисаветградський період життя Ігоря Євгеновича Тамма» (2018), Методичні рекомендації до підготовки магістерських робіт за освітньо-професійною програмою Середня освіта (Трудове навчання та технології) зі спеціальності 014 Середня освіта (Трудове навчання та технології) галузі знань 01 Освіта / Педагогіка (2019), Авторське свідоцтво «Концепція освітньої діяльності за спеціальністю 014 «Середня освіта (Природничі науки)» на першому (бакалаврському) рівні вищої освіти» (2019), Авторське свідоцтво «Концепція освітньої діяльності за спеціальністю 014 «Середня освіта (Природничі науки)» на другому (магістерському) рівні вищої освіти» (2019), «Наукова картина світу XXI століття: інтегративність природничих і технічних наук» (2019), «Автоматизовані системи програмних навчальних комплексів» (2019), «Фізика (рівень стандарту). Зошит для лабораторних робіт. 10 клас» (2019), «Фізика (рівень стандарту). Зошит для лабораторних робіт. 11 клас» (2019), Авторське свідоцтво Навчально-методичний посібник «Автоматизовані системи програмних навчальних комплексів» (2019), Організація інноваційного освітнього простору шляхом впровадження інтерактивного дослідницького проєкту «Фестиваль фізичного експерименту» з метою формування самоосвітньої компетентності учнів (2019), Концепція розвитку кафедри теорії та методики технологічної підготовки, охорони праці та безпеки життєдіяльності Центральноукраїнського державного педагогічного університету імені Володимира Винниченка на період 2019 – 2024 р. (2019), Особистість Ігоря Євгеновича Тамма: історико-педагогічний аспект (2019), Методичні рекомендації до атестації здобувачів освітнього ступеня магістра (у формі захисту кваліфікаційної роботи): для студ. галузі знань 01 «Освіта/Педагогіка», спеціальність: 014 «Середня освіта (Природничі науки)» (2020), Технологія виробів легкої промисловості. Виробнича (педагогічна) практика. Програма та методичні рекомендації для здобувачів освітнього ступеня «бакалавр» спеціальності 015 «Професійна освіта (Технологія виробів легкої промисловості)» (2020), Методичні рекомендації до підготовки курсових і дипломних (кваліфікаційних) робіт: для студ. спеціальності 015 Професійна освіта (за спеціалізаціями) першого (бакалаврського) рівня вищої освіти (2020).
Заступник голови спеціалізованої вченої ради К 23.053.04 із захисту кандидатських дисертацій зі спеціальності 13.00.02 — теорія та методика навчання (фізика) у Центральноукраїнському державному педагогічному університеті імені Володимира Винниченка (2008–2012).
Заступник голови спеціалізованої вченої ради К.23.053.02 із захисту кандидатських дисертацій зі спеціальності 13.00.04 — теорія та методика професійної освіти у Центральноукраїнському державному педагогічному університеті імені Володимира Винниченка (2006–2007); член цієї ж спеціалізованої вченої ради (2007–2013).
Голова спеціалізованої вченої ради К 23.053.04 із захисту кандидатських дисертацій зі спеціальності 13.00.02 — теорія та методика навчання (фізика) у Центральноукраїнському державному педагогічному університеті імені Володимира Винниченка (2014 –2016).
Голова спеціалізованої вченої ради Д 23.053.04 із захисту докторських (кандидатських) дисертацій зі спеціальності 13.00.02 — теорія та методика навчання (фізика) у Центральноукраїнському державному педагогічному університеті імені Володимира Винниченка (2016 –2021).
Член Ради проректорів з наукової роботи вищих навчальних закладів та директорів наукових установ (наказ МОН № 1424 від 02.12.2014 р.)
Включений Українською конфедерацією журналістів України до «Золотого фонду нації» у 2010 р.
Член об’єднаної Конкурсної комісії з присудження Премії Верховної Ради України молодим ученим та іменних стипендій Верховної Ради України для молодих учених – докторів наук (до тепер).
Керівник наукової школи, за результатами діяльності якої під керівництвом М. І. Садового захищені 2 докторські дисертації, 10 кандидатських дисертацій та 1 дисертація доктора філософії:
- Стадніченко Світлана Миколаївна (2007): Методика вивчення молекулярної фізики на основі особистісно орієнтованої технології в умовах профільного навчання – 13.00.02 – теорія та методика навчання (фізика);
- Трифонова Олена Михайлівна (2009): Взаємозв'язки принципів науковості та наочності в умовах кредитно-модульної системи навчання квантової фізики студентів вищих навчальних закладів – 13.00.02 – теорія та методика навчання (фізика);
- Дробін Андрій Анатолійович (2012): Формування фізичних понять у школярів на основі статистичного та імовірнісного підходів – 13.00.02 – теорія та методика навчання (фізика);
- Єфіменко Світлана Миколаївна (2015): Розвиток інтелектуально-творчого потенціалу майбутнього учителя технологій у процесі професійної підготовки – 13.00.04 – теорія і методика професійної освіти;
- Лазаренко Дмитро Сергійович (2015): Методика навчання механіки в профільній школі – 13.00.02 – теорія та методика навчання (фізика);
- Лунгол Ольга Миколаївна (2015): Методика навчання електродинаміки учнів вищих професійно-технічних навчальних закладів – 13.00.02 – теорія та методика навчання (фізика);
- Слюсаренко Віктор Володимирович (2016): Методика формування експериментальних компетентностей старшокласників з використанням вимірювального комплекту на уроках фізики – 13.00.02 – теорія та методика навчання (фізика);
- Суховірська Людмила Павлівна (2017): Ресурсний підхід до методики навчання фізики в загальноосвітніх навчальних закладах – 13.00.02 – теорія та методика навчання (фізика);
- Кузьменко Ольга Степанівна (2020): Теоретичні і методичні засади навчання фізики студентів технічних закладів вищої освіти на основі технологій STEM-освіти – 13.00.02 – теорія та методика навчання (фізика);
- Трифонова Олена Михайлівна (2020): Методична система розвитку інформаційно-цифрової компетентності майбутніх фахівців комп’ютерних технологій у навчанні фізики і технічних дисциплін – 13.00.02 – теорія та методика навчання (фізика), 13.00.04 – теорія і методика професійної освіти;
- Проценко Євгеній Анатолійович (2021): Науково-педагогічна та громадська діяльність Ігоря Євгеновича Тамма (1895–1971) – лауреата Нобелівської премії – 13.00.01 – загальна педагогіка та історія педагогіки;
- Руденко Євгеній Володимирович (2021): Методика навчання атомної та ядерної фізики у педагогічних коледжах І-ІІ рівня акредитації – 13.00.02 – теорія та методика навчання (фізика);
- Гайда Василь Ярславович (2022): Методична система формування самоосвітньої компетентності з фізики учнів основної школи в освітньому середовищі сталого розвитку – 014 Середня освіта (Фізика);

Керівник Лабораторії дидактики фізики Інституту педагогіки Національної академії педагогічних наук України (з червня 2012) в Центральноукраїнському державному педагогічному університеті імені Володимира Винниченка. Від 29 березня 2018 р. у зв’язку з розширенням сфери досліджень Лабораторія дидактики фізики перейменована у Лабораторію дидактики фізики, технологій і професійної освіти (ЛабДФТПО). Науковий колектив ЛабДФТПО має значний науковий потенціал.

## Державні нагороди
- 1980 «Відмінник освіти України».
- 1990 Медаль Макаренка.
- 2005 Почесна грамота Верховної Ради України.
- 2005 Відзнака «За сприяння органам внутрішніх справ України».
- 2006 Нагрудний знак «Петро Могила».
- 2006 Орден «За заслуги» II ступеня.
- 2007 Нагрудний знак «За наукові досягнення».(наказ 826-к)
- 2007 Нагрудний знак «За наукові досягнення». (наказ 16208-к)
- 2008 медаль «Ветеран праці».
- 2015 медаль Академії педагогічних наук України «Ушинський К.Д.»
- 2015 знак «За вагомий внесок у розвиток професійної освіти України»